# Мечеть Амберійє
Мечеть Амберіє також відома як мечеть Хамідія (араб. مسجد العنبرية; тур. Amberiye Mescidi) — мечеть в місті Медина, Саудівська Аравія.

## Історія
Побудована османами за часів турецького панування в Медині в 1908 за наказом султана Османа Абдул-Хаміда II, в рамках проекту Хеджазької залізниці поруч із залізничним вокзалом Аль-Муазим. Вона названа на честь Амбарійської брами, поряд з якою розташована. Є однією з небагатьох історичних будівель, побудованих у часи коли Османська імперія володіла Хіджазом, які не були зруйновані урядом Саудівської Аравії.

## Опис
Побудована в османському архітектурному стилі. Має два мінарети, один великий і п'ять малих куполів.